# Сахаров Андрій Дмитрович
Андрі́й Дм́итрович Са́харов (рос. Андре́й Дми́триевич Са́харов; 21 травня 1921, Москва — 14 грудня 1989, Москва) — радянський фізик, лауреат Нобелівської премії миру (1975), дійсний член АН СРСР (з 1953), співтворець водневої бомби, активний борець за права людини.

## Життєпис

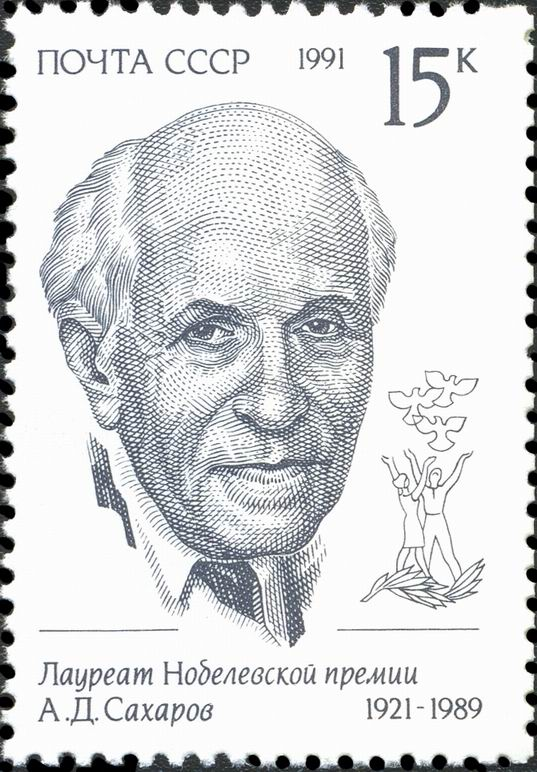
Поштова марка СРСР з випуску «Лауреати Нобелівської премії» (1991) на честь академіка А. Д. Сахарова

1948 року приєднався до групи Ігоря Тамма, що розробляла водневу бомбу, пізніше активно виступав за заборону ядерної зброї і ядерних випробувань, заснував Радянський комітет з прав людини, 1975 року був нагороджений Нобелівською премією миру («За безстрашну підтримку фундаментальних принципів миру між людьми та мужню боротьбу зі зловживанням владою і будь-якими формами придушення людської гідності»).
Напередодні 23-го з'їзду КПРС (1966) Сахаров разом з іншими ученими в листі до Леоніда Брежнєва застерігав про небезпеку відродження сталінізму в СРСР.
1968 року опублікував у «Самвидаві» меморандум «Про прогрес, мирне співробітництво та інтелектуальну свободу», в якому вимагав лібералізації СРСР і критикував українофобію у часи правління Сталіна (меморандум був поширений у світі багатьма мовами).
1970 року разом з фізиком В. Турчином та істориком Р. Медведєвим вислав відкритого листа до уряду СРСР (Л. Брежнєва, О. Косигіна та М. Підгорного) з пропозицією демократизувати СРСР. Одночасно Сахаров захищав права політичних в'язнів, протестував проти політичних репресій тощо. У цьому ж році (1970) разом з А. Твердохлєбовим і В. Чалідзе створив і очолив у Москві Комітет прав людини СРСР.
З 1972 року Сахаров і Комітет прав людини неодноразово заступалися перед владою за ув'язнених діячів української культури, зокрема за Валентина Мороза, В'ячеслава Чорновола, Леоніда Плюща, Івана Багряного, Ніну Строкату-Караванську, Василя Стуса та ін.
Сахаров був прихильником комп'ютерних технологій і у своїх роботах часто описував перспективи їхнього застосування. У 60-х та 70-х багато з тодішніх ідей вважали фантастичними і справою надзвичайно далекого майбутнього, хоча й обговорювалися різноманітними вченими. Крім того, керівництво комуністичної партії доволі підозріло сприймало кібернетику, яка свого часу була оголошеною лженаукою. Сахаров був прихильником ідеї створення мережі на подобу сучасного Інтернету. 1974 року він писав про «створення всесвітньої інформаційної системи (ВІС), яка зробить доступним для кожного в будь-яку хвилину зміст будь-якої книги, коли-небудь і де-небудь опублікованої, зміст будь-якої статті, одержання будь-якої довідки… Навіть часткове здійснення ВІС глибоко вплине на життя кожної людини, на її дозвілля, на її інтелектуальний і художній розвиток. На відміну від телевізора, який є головним джерелом інформації для багатьох сучасників, ВІС буде надавати кожному максимальну свободу у виборі інформації й вимагати індивідуальної активності. Але воістину історична роль ВІС полягатиме в тому, що остаточно зникнуть усі бар'єри обміну інформацією між країнами та людьми».
У 1980 році разом зі своєю другою дружиною, дисиденткою-правозахисницею Оленою Боннер, був заарештований і відправлений у заслання в Горький (зараз Нижній Новгород) за критику дій радянського уряду в Афганістані.
Наприкінці 1986 року йому дозволили повернутися в Москву і зайняти своє місце в Академії Наук.
За ініціативою академіка А. Сахарова 1988 року розпочалось в республіках колишнього СРСР створення «Меморіалу».

## Пам'ять
На його честь названо астероїд 1979 Сахаров.
Вулиця Академіка Сахарова у містах Львів, Тернопіль, Одеса. 
Вулиця Сахарова у містах Дніпро, Сімферополь, Кривий Ріг, Миколаїв, Коломия.
Міст імені Андрія Сахарова між містами Арнем і Гюссен у Нідерландах.